# Georgië van A tot Z

Locatie van Georgië

Vlag van Georgië

## A
Aslan Abasjidze -
Abchazië -
Elene Achvlediani - 
Adzjapsandali -
Adzjarië -
Alazani -
Aragvi - 
Sjota Arveladze -
Avtandil Tskvitinidze

## B
Bagratikathedraal -
Batoemi -
Lavrenti Beria -
Anatoli Bibilov - 
Bier in Georgië -
Nino Boerdzjanadze -
Bordzjghala -
Khatia Buniatishvili

## C
Chartsjo -
Chatsjapoeri -
Chevsoeretië -
Chinkali -
Chrami -
Colchis

## D
Darjalkloof -
David de Bouwer -
David Garedzja-klooster -
Democratische Republiek Georgië - 
Dinamo Soechoemi
Dinamostadion -
FC Dinamo Tbilisi - 
Dzjvariklooster

## E
Plein van de Eerste Republiek - 
Engoeri - 
Erovnuli Liga -
Georgië en de Europese Unie

## G
Zviad Gamsachoerdia -
Irakli Garibasjvili -
Evgeni Gegetsjkori -
Gelatiklooster -
Gemeenten van Georgië -
Geografie van Georgië - 
Georgië -
Georgisch -
Georgische Droom -
Georgische keuken -
Georgische Militaire Weg -
Georgische SSR - 
Georgian Airways -
Goedamakarigebergte -
Gomborigebergte -
Lado Goediasjvili -
Goediasjviliplein - 
Drievuldigheidskerk van Gergeti -
Geschiedenis van Georgië - 
Gorgasaliplein -
Grote Kaukasus -
Tengiz Goedava -
Nino Gvetadze

## H
Nino Haratischwili
Heldenplein (Tbilisi) -

## I
Koninkrijk Iberië -
Koninkrijk Imeretië -
Iori - 
Dzjaba Ioseliani -
ISO 3166-2:GE -
Bidzina Ivanisjvili

## K
Kacha Kaladze -
Koninkrijk Kartlië -
Kartlis Deda - 
Kaukasus (gebergte) -
Kaukasus (gebied) -
Kazbek -
Tengiz Kitovani -
Nodar Koemaritasjvili -
Koetaisi
Merab Kostava

## L
Letsjchoemigebergte -
Lichigebergte -
Lijst van Georgische hoofdwegen -
Lijst van koningen van Georgië -
Lijst van voetbalstadions in Georgië -

## M
Maneti - 
Ketevan Magalasjvili - 
Maro Makasjvili - 
Mchedrioni -
Katie Melua -
Meschetigebergte -
Mestia -
Metro van Tbilisi -
Kato Mikeladze - 
Mingrelië -
Nina Targan Mouravi -
Mtkvari -
Mtscheta

## N
Nationale Bibliotheek van Georgië
Nationaal park Bordzjomi-Charagaoeli -
Nationaal park Mtirala -
Nationaal park Vasjlovani -

## O
Oesjba -
Irakli Okroeasjvili -
Georgië op de Olympische Spelen -
Russisch-Georgische Oorlog -
Opstand van de Georgiërs -
Oostelijk Partnerschap -
Grigori Ordzjonikidze -
Osseetse Militaire Weg

## P
Pankisivallei -
Paravanimeer - Parlement van Georgië - 
Niko Pirosmani -
Plein van de Eerste Republiek -
President van Georgië

## R
Ratsja -
Ridder in het pantervel -
Rikotipas -
Rioni -
Ritsameer -
Sandra Roelofs -
Sjota Roestaveli -
Roki-tunnel -
Rozenrevolutie -
Georgisch rugbyteam (mannen)

## S
Micheil Saakasjvili -
Samatsjablo -
Samebakathedraal -
Satsivi -
Signagi -
Sioni-kathedraal -
Kristine Sjarasjidze - 
Aleksandre Sjarvasjidze - 
Sjatili -
Sjchara -
Edoeard Sjevardnadze -
Sociaaldemocratische Partij van Georgië - 
Soechoemi -
Bloedbad van Soechoemi -
Georgische staatsgreep van 1991–1992 -
Svanetië
Svetitschoveli-kathedraal -

## T
Otar Taktakisjvili -
Tamar van Georgië - 
Tavisoepleba -
Tbilisi -
Protesten in Tbilisi van 1956 - 
Eleonora Ter-Parsegova-Machviladze -
Tkemali -
Toesjeti -
Tragedie van 9 april -
Trialetigebergte -
Trio Mandili - 
Troesovallei -
Tschinvali - 
Tschoemi Sochoemi - 
Akaki Tsereteli -
Irakli Tsereteli - 
Tsjatsja -
Ilia Tsjavtsjavadze -
Nikoloz Tsjcheidze - 
Akaki Tsjchenkeli - 
Otar Tsjiladze -
Tsjitsjilaki -
Tsjoertsjchela

## V
Vardzia -
Levan Varsjalomidze -
Verdrag van Batoemi - 
Verdrag van Georgiejevsk - 
Verdrag van Kars -
Verdrag van Moskou met Georgië (1920) - 
Verdrag van Poti - 
Verenigde Nationale Beweging - 
Vlag van Georgië - 
Georgisch voetbalelftal (mannen) -
Georgisch voetballer van het jaar -
Vrijheidsplein

## W
Marjory Wardrop - 
Oliver Wardrop - 
Wegen in Georgië -
Wijnbouw in Georgië

## Z
Merab Zjordania -
Noë Zjordania -
Zoerab Zjvania -
Salome Zoerabisjvili -
Zuid-Ossetië -
Zwarte Zee